# Ballet national de Finlande
Le Ballet national de Finlande (en finnois : Suomen Kansallisbaletti) est le corps de ballet de l'opéra national de Finlande basé à Helsinki. Fondé en 1922, il est principalement voué à la représentation du répertoire classique. Outre ses 70 danseurs permanents, le ballet possède également une école de danse.

## Directeurs
- Jorma Uotinen (1992-2001)
- Dinna Bjørn (2001-2008)
- Kenneth Greve (depuis 2008)